# Stachys alopecuros
La betonica bianca (nome scientifico Stachys alopecuros (L.) Benth.) è una piccola pianta erbacea dai fiori labiati appartenente alla famiglia delle Lamiaceae.

## Etimologia
Il nome generico (stachys) deriva dal greco e significa "simile alla spiga di grano". L'epiteto specifico (alopecuros = coda di volpe) si trova per la prima volta in Teofrasto (371 a.C. – Atene, 287 a.C.), filosofo e botanico greco antico, discepolo di Aristotele, autore di due ampi trattati botanici.
Il binomio scientifico di questa pianta è stato proposto inizialmente da Linneo (1707 – 1778), conosciuto anche come Carl von Linné, biologo e scrittore svedese considerato il padre della moderna classificazione scientifica degli organismi viventi, perfezionato successivamente dal botanico inglese George Bentham (22 settembre 1800 – 10 settembre 1884) nella pubblicazione "Labiatarum Genera et Species - 531" del 1834..

## Descrizione

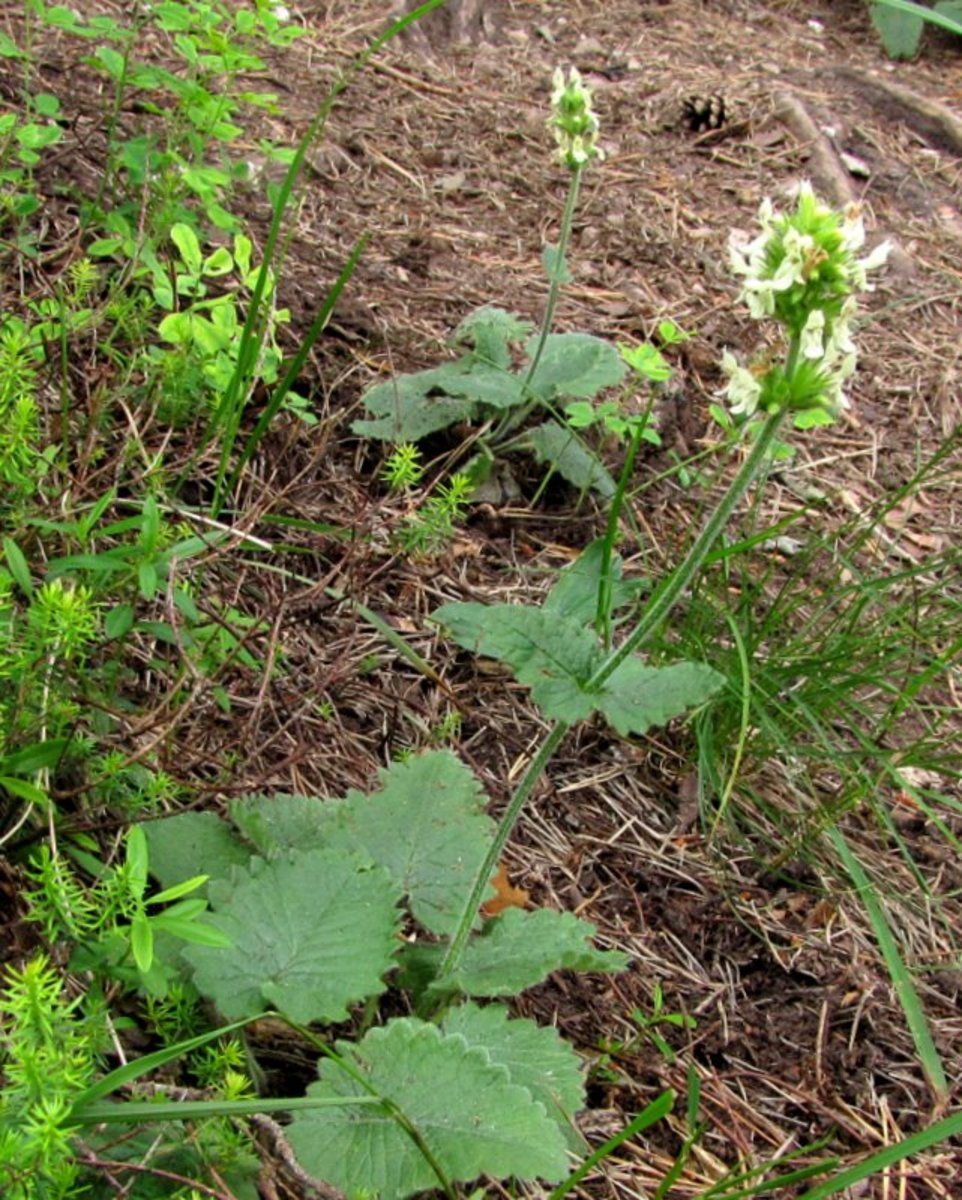
Il portamento

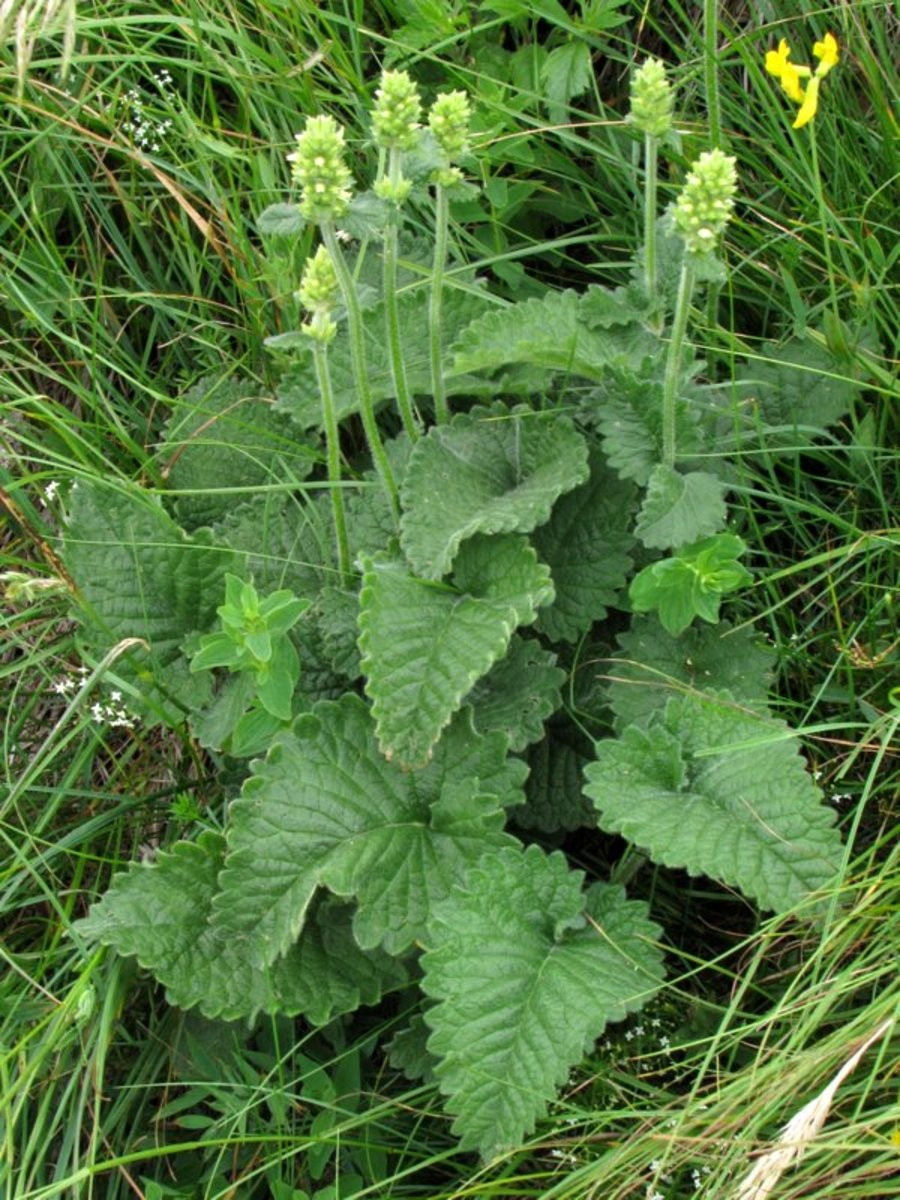
Le foglie

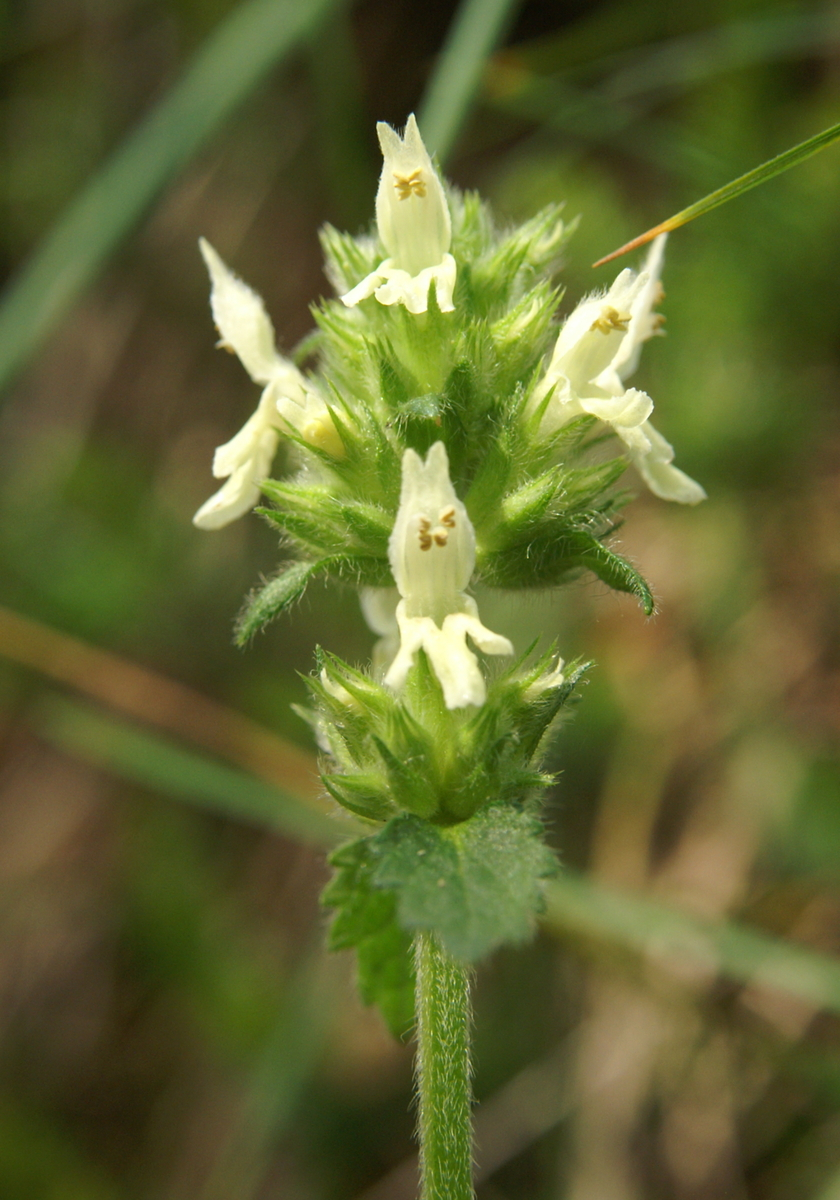
Infiorescenza

Queste piante arrivano ad una altezza di 2 - 4 dm (massimo 50 cm). La forma biologica è emicriptofita scaposa (H scap), ossia in generale sono piante erbacee, a ciclo biologico perenne, con gemme svernanti al livello del suolo e protette dalla lettiera o dalla neve e sono dotate di un asse fiorale eretto e spesso privo di foglie. L'indumento è formato da peli semplici (raramente sono ramificati).

### Radici
Le radici sono secondarie da rizoma.

### Fusto
La parte aerea del fusto è ascendente e subcilindrica  (o quasi quadrangolare a causa della presenza di fasci di collenchima posti nei quattro vertici). La superficie è ricoperta da sparsi peli riflessi o irsuti.

### Foglie
Le foglie sono di due tipi: basali e cauline. Quelle basali formano una breve rosetta, sono picciolate ed hanno la lamina a forma triangolare, cordata alla base e con i bordi regolarmente dentati; sono inoltre persistenti alla fruttificazione. Quelle lungo il fusto sono disposte in modo opposto a due a due; ogni verticillo è alterno a quello precedente; sono minori e subsessili. Inoltre sono verdi di sopra e più pallide di sotto. Lunghezza del picciolo: 5 – 10 cm. Dimensione delle foglie basali: larghezza 4 – 5 cm; lunghezza 5 – 6 cm. 

### Infiorescenza
L'infiorescenza è portata in vari verticilli di tipo tirsoide (o racemo spiciforme) disposti in posizione ascellare e sovrapposti lungo il fusto. I verticilli sono compatti (a volte il primo verticillo basale è più distanziato). Ogni verticillo è composto da alcuni fiori disposti circolarmente e poggianti su due brattee (o foglie bratteali) a forma lanceolata. Le brattee del verticillo seguente sono disposte in modo alternato. Alla base del fiore è presente una bratteola lineare lunga quanto il tubo del calice. Lunghezza delle brattee: 6 – 7 mm. Dimensione della bratteola: larghezza 0,5 - 1,5 mm; 5 – 12 mm. 

### Fiore
I fiori sono ermafroditi, zigomorfi (il calice è attinomorfo), tetraciclici (con i quattro verticilli fondamentali delle Angiosperme: calice– corolla – androceo – gineceo) e pentameri (calice e corolla sono formati da cinque elementi). Lunghezza del fiore: 12 – 16 mm.
- Formula fiorale. Per questa specie la formula fiorale della famiglia è la seguente:

X, K (5), [C (2+3), A 2+2], G (2), supero, drupa, 4 nucole
- Calice: i cinque sepali del calice sono concresciuti (calice gamosepalo) in una forma conico-campanulata con base allargata. Il calice termina con dei denti oblungo-lanceolati, acuti e uguali. La superficie del calice è irsuta ed è percorsa da 5 - 10 nervature longitudinali. Questo organo è persistente. Lunghezza del tubo: 5 – 6 mm. Lunghezza dei denti: 2 – 3 mm.
- Corolla: i cinque petali sono quasi completamente fusi (corolla gamopetala) in un'unica corolla pubescente formata da un tubo completamente rinchiuso nel calice e terminante da due labbra molto sviluppate derivate da 5 lobi (la struttura è 2/3). Il labbro superiore è lievemente concavo, bifido (o bilobo) e mediamente sviluppato, con la funzione di proteggere gli organi di riproduzione dalle intemperie e dal sole. Il labello (il labbro inferiore) è più sviluppato e piegato verso il basso per fare da base di “atterraggio” agli insetti pronubi; è inoltre trilobo con la parte centrale più sviluppata e bifida. Le fauci internamente sono circondate da un anello di peli (caratteristica comune a molte "labiate" che ha lo scopo di impedire l'accesso ad insetti più piccoli e non adatti all'impollinazione). La corolla è gialla. Lunghezza della corolla: 12 – 16 mm.
- Androceo: l'androceo possiede quattro stami didinami e parzialmente inclusi nella corolla e posizionati sotto il labbro superiore. I filamenti sono adnati alla corolla. Le antere sono biloculari. Le teche sono più o meno distinte e divaricate (raramente sono parallele); la deiscenza è logitudinale. Gli stami dopo la fecondazione divergono e si attorcigliano. I granuli pollinici sono del tipo tricolpato o esacolpato. Il nettario è ricco di sostanze zuccherine.
- Gineceo: l'ovario, profondamente quadri-lobato, è supero formato da due carpelli saldati (ovario bicarpellare) ed è 4-loculare per la presenza di falsi setti. La placentazione è assile. L'ovario è arrotondato all'apice. Gli ovuli sono 4 (uno per ogni presunto loculo), hanno un tegumento e sono tenuinucellati (con la nocella, stadio primordiale dell'ovulo, ridotta a poche cellule).[14] Lo stilo inserito alla base dell'ovario (stilo ginobasico) è del tipo filiforme ed è incluso nella corolla. Lo stigma è bifido con due lacinie uguali.
- Fioritura: da giugno ad luglio (settembre).

### Frutti
Il frutto è una nucula acheniforme (schizocarpo); più precisamente è una drupa (ossia una noce) con quattro semi (uno per ovulo derivato dai due carpelli divisi a metà). Questo frutto nel caso delle Lamiaceae viene chiamato “clausa”. Le quattro parti in cui si divide il frutto principale, sono ancora dei frutti (parziali) ma monospermici (un solo seme) e privi di endosperma. La forma è da obovoide a oblunga arrotondata all'apice.

## Riproduzione
- Impollinazione: l'impollinazione avviene tramite insetti (impollinazione entomogama): ditteri, imenotteri e più raramente lepidotteri.[15][16]
- Riproduzione: la fecondazione avviene fondamentalmente tramite l'impollinazione dei fiori (vedi sopra).
- Dispersione: i semi cadendo a terra (dopo essere stati trasportati per alcuni metri dal vento – disseminazione anemocora) sono successivamente dispersi soprattutto da insetti tipo formiche (disseminazione mirmecoria).[17] Per questo scopo i semi hanno una appendice oleosa (elaisomi, sostanze ricche di grassi, proteine e zuccheri) che attrae le formiche durante i loro spostamenti alla ricerca di cibo.[18]

## Distribuzione e habitat

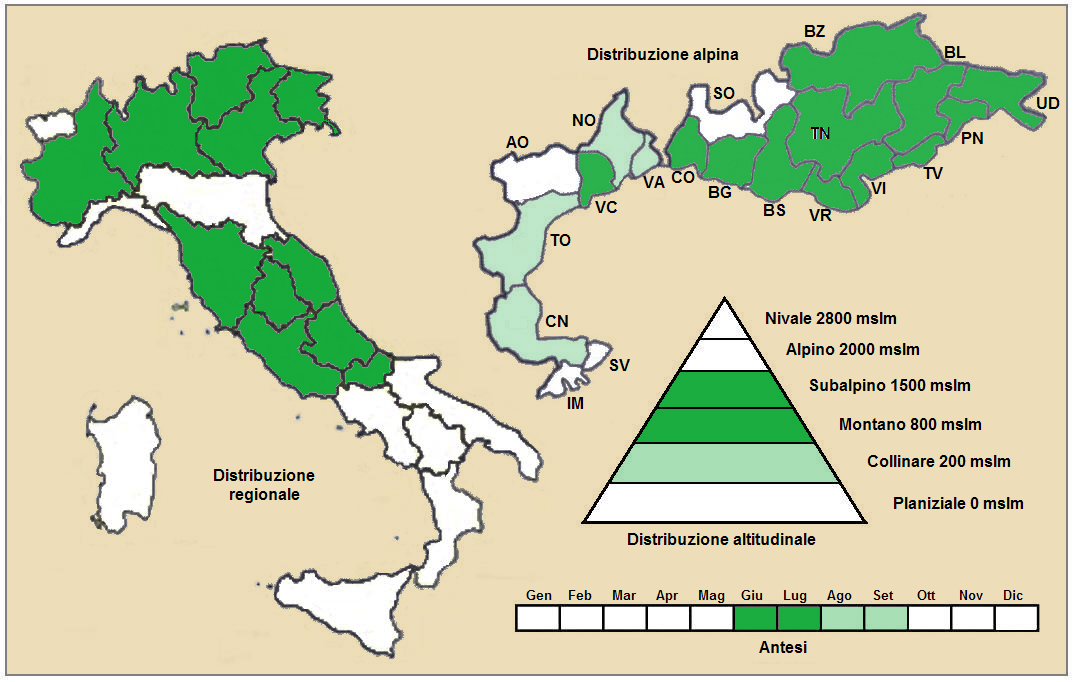
Distribuzione della pianta
(Distribuzione regionale – Distribuzione alpina)

- Geoelemento: il tipo corologico (area di origine) è Orofita - Sud Europeo.
- Distribuzione: in Italia è una specie comune e si trova nelle Alpi centro-orientali e nella porzione centrale dell'Appennino. Fuori dall'Italia, sempre nelle Alpi, questa specie si trova in Svizzera (cantoni Berna e Ticino), in Austria (tutti gli Länder) e Slovenia.[20] Nel resto dell'Europa si trova in Spagna, Francia, Germania e Penisola Balcanica.[21]
- Habitat: l'habitat tipico per questa specie sono i pascoli subalpini, i prati aridi e le rupi su calcare; ma anche lande e popolamenti a lavanda e a felci. Il substrato preferito è calcareo con pH basico, medi valori nutrizionali del terreno che deve essere mediamente umido.[20]
- Distribuzione altitudinale: sui rilievi queste piante si possono trovare da 300 fino a 2300 m s.l.m.; frequentano quindi i seguenti piani vegetazionali: montano, subalpino e in parte quello collinare.

### Fitosociologia

#### Areale alpino
Dal punto di vista fitosociologico alpino Stachys alopecuros appartiene alla seguente comunità vegetale:
- Formazione: delle comunità delle praterie rase dei piani subalpino e alpino con dominanza di emicriptofite.

- Classe:  Elyno-Seslerietea variae

#### Areale italiano
Per l'areale completo italiano Stachys alopecuros appartiene alla seguente comunità vegetale:
- Macrotipologia: vegetazione sopraforestale criofila e dei suoli crioturbati.

- Classe: Festuco-seslerietea

- Ordine: Seslerietalia caeruleae

- Alleanza: Caricion austroalpinae

- Suballeanza: Caricenion austroalpinae

Descrizione: questa "suballeanza" si riferisce alle praterie emicriptofite, spesso dominate da Sesleria caerulea e da Carex sempervirens, diffuse sui versanti carbonatici da 1.700 m al limite degli alberi nelle Alpi meridionali. È una comunità relativamente termofila con microclima fresco e umido. Le comunità del Caricenion australpinae possono ritrovarsi anche in ambiti collinari e submontani. La distribuzione è relativa all'alleanza endemica del territorio insubrico.
Altre alleanze per questa specie sono:
- Ranunculenion hybridi

## Tassonomia
La famiglia di appartenenza della specie (Lamiaceae), molto numerosa con circa 250 generi e quasi 7000 specie, ha il principale centro di differenziazione nel bacino del Mediterraneo e sono piante per lo più xerofile (in Brasile sono presenti anche specie arboree). Per la presenza di sostanze aromatiche, molte specie di questa famiglia sono usate in cucina come condimento, in profumeria, liquoreria e farmacia. Il genere Stachys comprende più di 300 specie con una distribuzione cosmopolita (ad eccezione dell'Australia e Nuova Zelanda), due dozzine delle quali vivono spontaneamente in Italia. Nell'ambito della famiglia il genere Stachys è descritto all'interno della tribù Stachydeae Dumort., 1827  (sottofamiglia Lamioideae Harley, 2003). Nelle classificazioni meno recenti la famiglia Lamiaceae viene chiamata Labiatae.
Per questa specie il basionimo é:
- Betonica alopecuros L., 1753

### Sottospecie
Per questa specie sono riconosciute le seguenti sottospecie:

#### Alopecuros
- Nome scientifico: Stachys alopecuros subsp. alopecuros.
- Descrizione:

- la pianta ha delle dimensioni medio-ridotte;
- foglie: le foglie basali sono più grandi con 13 - 18 denti per lato;
- infiorescenza: la spiga ha una forma cilindrica compatta con eventualmente 1 - 2 verticilli inferiori poco distanziati (0,5 - 1 cm);
- calice: lunghezza del calice di 6 - 7 mm;
- corolla: il labbro superiore è intero, arrotondato e sviluppato a cupola.

- Distribuzione: si trova soprattutto nelle Alpi orientali dalla Carnia fino alle Grigne.

#### Jacquinii
- Nome scientifico: Stachys alopecuros subsp. jacquinii (Godron) Vollmann.
- Descrizione:

- la pianta ha delle dimensioni medio-ridotte;
- foglie: le foglie basali sono più grandi con 13 - 18 denti per lato;
- infiorescenza: i verticilli inferiori sono molto distanziati (5 - 10 cm);
- calice: lunghezza del calice di 8 mm;
- corolla: il labbro superiore è diviso in due punte più o meno acute;

- Distribuzione: si trova dalle Prealpi orientali fino a Brescia.

(Non tutte le checklist riconoscono questa sottospecie.)

#### Divulsa
- Nome scientifico: Stachys alopecuros subsp. divulsa (Ten.) Pignatti.
- Descrizione:

- la pianta ha dimensioni maggiori;
- foglie: le foglie basali hanno 18 - 28 denti per lato;
- infiorescenza: la spiga è compatta;
- calice: lunghezza del calice di 10 mm;
- corolla: il labbro superiore è bilobo, ossia diviso in 2 lobi più o meno arrotondati;

- Distribuzione: si trova più o meno nell'Appennino centrale.

### Sinonimi
Questa entità ha avuto nel tempo diverse nomenclature. L'elenco seguente indica alcuni tra i sinonimi più frequenti:
- Betonica alopecuros L.
- Betonica alopecuros subsp. godronii  (Rouy) M.Laínz
- Betonica alopecuros var. jacquinii  (Gren. & Godr.) Nyman
- Betonica alopecuros subsp. jacquinii  (Gren. & Godr.) O.Schwarz
- Betonica alpina  Mill.
- Betonica flava  St.-Lag.
- Betonica jacquinii  Gren. & Godr.
- Betonica jacquinii subsp. albanica  Kümmerle & Jáv.
- Betonica lutea  Lam.
- Betonica orphanidea  Heldr. ex Boiss.
- Sideritis alopecuros  (L.) Scop.
- Stachys alopecuros subsp. godronii  (Rouy) Merxm.
- Stachys godronii  (Rouy) Rouy ex Prain
- Stachys jacquinii  (Gren. & Godr.) Fritsch
- Stachys javorkae  Pénzes

## Altre notizie
La betonica coda di volpe in altre lingue è chiamata nei seguenti modi:
- (DE)  Gelbe Betonie, Fuchsschwanz-Ziest
- (FR)  Épiaire vulpin